# Стопорный узел
Сто́порный у́зел (от англ. Stopper Knot) — временный узел на ходовом конце троса, где образует утолщение. Предотвращает выскальзывание троса из отверстия, узла, блока. Зачастую используют в «бегучем» такелаже. Также применяют в шитье для закрепления нити в ткани. Стопорные узлы, будучи завязанными на верёвке, позволяют легче удерживать её руками и взбираться по ней ногами. Завязанный стопорный узел на конце троса придаёт ему дополнительное утяжеление и может быть использован в качестве выброски. Часто используют и в декоративных целях. Однако, следует избегать использования стопорного узла на конце троса, чтобы препятствовать самопроизвольному распусканию его на отдельные пряди, для этого особо предназначена марка.
Стопорные узлы подразделяют на 2 класса:
- Стопорный узел на конце верёвки
- Темлячный узел, схожего со стопорным узлом строения, однако завязанный на середине верёвки

Область применения узла и определяет его классификацию (категоризацию), многие узлы могут быть отнесены к нескольким категориям одновременно. Согласно «Книге узлов Эшли», узлы, в общем, подразделяют на 4 класса:
- Узлы (knots) — утолщения на верёвке, петли, декоративные узлы[8]
- Соединения (bends) — соединяют концы верёвок вместе[9][10]
- Штыки (hitches) — прикрепляют верёвку к объекту[11][12][13]
- Сплесни (splices) (огоны) — способ сращивания тросов[14]

## Применение и разновидности стопорного узла

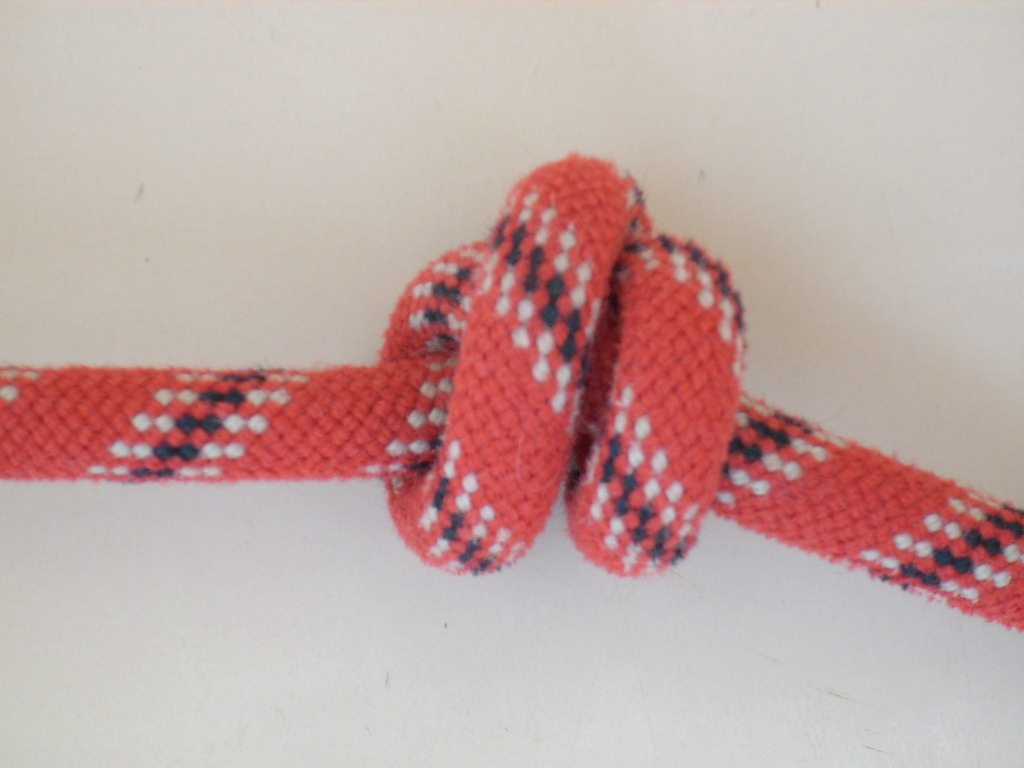
сто́порный (двойной простой) узел на конце альпинистской верёвки

В роли сто́порного узла могут выступать многие узлы.
В морском деле
- Восьмёрка — стопорный узел, утолщающий трос на конце «бегучего» такелажа[15][16]
- Стивидорный узел — стопорный узел на основе узла «восьмёрка» на конце троса[17]
- Сваечный узел — стопорный узел на середине троса[18]
- Устричниковый стопор — стопорный узел на основе бегущего простого узла на конце троса
- Кноп — стопорный узел на конце троса
- Развязывающийся простой узел — стопорный узел на конце троса[19]
- Простой полуштык — стопорный вспомогательный узел, который завязывают после многих узлов, удерживает ходовой конец троса в узле и предотвращает развязывание основного узла[20][21]

В альпинизме
- Рифовый узел — стопорный узел для блокировки узла UIAA или спускового устройства, предотвращающий выскальзывание альпинистской верёвки, подкрепляемый контрольным узлом или вторым стопорным узлом (см. узел Мунтера мула)
- Восьмёрка — стопорный узел на конце альпинистской верёвки[22], который завязывают сложенным вдвое концом. Также этот объёмный узел используют для прикрепления струны к скрипке, если отверстие слишком разработано
- Двойной простой узел — стопорный узел на конце альпинистской верёвки

В быту
- Узелок — стопорный узел на конце нити в шитье и ткацком деле, который завязывают пальцами одной руки[23][24]; в этом случае узел называют «персто́вым» (Thumb Knot[25])
- Узел — стопорный узел на конце музыкальной струны, который завязывают сложенным вдвое концом
- Поводкóвый узел (Slip Knot[26]) — стопорный узел, который завязывают на ходовом конце верёвки. Плотники используют узел при креплении отвеса. Свечники используют узел при формовке восковой свечи
- Бурлацкая петля — стопорный[27] узел на середине верёвки
- Колы́шка — стопор в узле «эскимосская петля»[28] и многих других[29]